# سماح غندور
سماح غندور (12 أبريل  1987 -)، مذيعة وممثلة لبنانية. ولدت في السعودية من أب لبناني و أم سورية من مدينه حرستا، بدأت مسيرتها الفنية بعد حصولها على لقب «ملكة جمال المغتربين اللبنانيات في الكويت» في عام 2008، بعدها خاضت مجالات فنية عديدة مثل «تقديم البرامج» و«التمثيل» و«الغناء».

## أعمالها

### من المسلسلات
- 2011 ساهر الليل
- 2011: زينة الحياة.
- 2011: الملكة.
- 2012: كنة الشام وكناين الشامية.
- 2012: هجر الحبيب.
- 2014: الحب سلطان.
- 2015: دوائر حب.
- 2015: وجع البنات.
- 2015: إيلان.

### البرامج
- اليك، على (قناة أبوظبي).
- آسيا بارك، على (قناة دبي).

## روابط خارجية
- سماح غندور على موقع قاعدة بيانات الأفلام العربية